# Pseudohyllisia laosensis
Pseudohyllisia laosensis là một loài bọ cánh cứng trong họ Cerambycidae.